# Critérium du Dauphiné 2018
70. edycja kolarskiego wyścigu Critérium du Dauphiné odbyła się w dniach 3-10 czerwca 2018 roku. Trasa tego francuskiego, wieloetapowego wyścigu liczyła osiem etapów (prolog + 7 etapów), o łącznym dystansie 958,6 km. Wyścig zaliczany był do rankingu światowego UCI World Tour 2018.

## Uczestnicy
Na starcie wyścigu stanęło 22 ekip. Wśród nich znalazło się osiemnaście ekip UCI World Tour 2018 oraz cztery inne zaproszone przez organizatorów.
Lista drużyn uczestniczących w wyścigu:
| Numery  | Kod | Drużyna           |
| ------- | --- | ----------------- |
| 1-7     | AST | Astana Pro Team   |
| 11-17   | UAE | UAE Team Emirates |
| 21-27   | SKY | Team Sky          |
| 31-37   | ALM | Ag2r-La Mondiale  |
| 41-47   | BMC | BMC Racing Team   |
| 51-57   | TBM | Bahrain-Merida    |
| 61-67   | BOH | Bora-Hansgrohe    |
| 71-78   | LTS | Lotto Soudal      |
| 81-87   | COF | Cofidis           |
| 91-97   | MOV | Movistar Team     |
| 101-107 | QST | Quick-Step Floors |

| Numery  | Kod | Drużyna                    |
| ------- | --- | -------------------------- |
| 111-117 | FDJ | FDJ                        |
| 121-127 | TKA | Team Katusha-Alpecin       |
| 131-137 | MTS | Mitchelton-Scott           |
| 141-147 | FVC | Fortuneo–Samsic            |
| 151-157 | EFD | EF Education First–Drapac  |
| 161-167 | WGG | Wanty-Groupe Gobert        |
| 171-177 | DDD | Dimension Data             |
| 181-187 | TLJ | Team LottoNL-Jumbo         |
| 191-197 | SUN | Team Sunweb                |
| 201-207 | TFS | Trek-Segafredo             |
| 211-217 | VCC | Vital Concept Cycling Team |

## Etapy
| Etap   | Data       | Start - Meta                               | km  | Typ         | Zwycięzca etapu    | Lider              |
| ------ | ---------- | ------------------------------------------ | --- | ----------- | ------------------ | ------------------ |
| Prolog | 3 czerwca  | Valence                                    | 6.6 | ITT         | Michał Kwiatkowski | Michał Kwiatkowski |
| 1      | 4 czerwca  | Valence - Saint-Just-Saint-Rambert         | 179 | Pagórkowaty | Daryl Impey        | Michał Kwiatkowski |
| 2      | 5 czerwca  | Montbrison - Belleville                    | 181 | Pagórkowaty | Pascal Ackermann   | Daryl Impey        |
| 3      | 6 czerwca  | Pont-de-Vaux - Louhans-Châteaurenaud       | 35  | TTT         | Team Sky           | Michał Kwiatkowski |
| 4      | 7 czerwca  | Chazey-sur-Ain - Lans-en-Vercors           | 181 | Górski      | Julian Alaphilippe | Gianni Moscon      |
| 5      | 8 czerwca  | Grenoble - Valmorel                        | 130 | Górski      | Daniel Martin      | Geraint Thomas     |
| 6      | 9 czerwca  | Frontenex - La Rosière Espace San Bernardo | 110 | Górski      | Pello Bilbao       | Geraint Thomas     |
| 7      | 10 czerwca | Moûtiers - Saint-Gervais Mont Blanc        | 136 | Górski      | Adam Yates         | Geraint Thomas     |

### Prolog - 03.06: Valence, 6,6 km
| #   | Zawodnik           | Zespół | Czas   |
| --- | ------------------ | ------ | ------ |
| 1.  | Michał Kwiatkowski | SKY    | 7' 25" |
| 2.  | Jos van Emdem      | TLJ    | + 1"   |
| 3.  | Gianni Moscon      | SKY    | + 3"   |
|     |                    |        |        |
| 94. | Tomasz Marczyński  | LTS    | + 34"  |

| #   | Zawodnik           | Zespół | Czas   |
| --- | ------------------ | ------ | ------ |
| 1.  | Michał Kwiatkowski | SKY    | 7' 25" |
| 2.  | Jos van Emdem      | TLJ    | + 1"   |
| 3.  | Gianni Moscon      | SKY    | + 3"   |
|     |                    |        |        |
| 94. | Tomasz Marczyński  | LTS    | + 34"  |

### Etap 1 - 04.06: Valence - Saint-Just-Saint-Rambert, 179 km
| #   | Zawodnik           | Zespół | Czas       |
| --- | ------------------ | ------ | ---------- |
| 1.  | Daryl Impey        | MTS    | 4h 24' 26" |
| 2.  | Julian Alaphilippe | QST    | + 0"       |
| 3.  | Pascal Ackermann   | BOH    | + 0"       |
|     |                    |        |            |
| 5.  | Michał Kwiatkowski | SKY    | + 0"       |
| 88. | Tomasz Marczyński  | LTS    | + 2' 35"   |

| #   | Zawodnik           | Zespół | Czas       |
| --- | ------------------ | ------ | ---------- |
| 1.  | Michał Kwiatkowski | SKY    | 4h 31' 51" |
| 2.  | Daryl Impey        | MTS    | + 2"       |
| 3.  | Gianni Moscon      | SKY    | + 3"       |
|     |                    |        |            |
| 94. | Tomasz Marczyński  | LTS    | + 3' 09"   |

### Etap 2 - 05.06: Montbrison - Belleville, 181 km
| #   | Zawodnik             | Zespół | Czas       |
| --- | -------------------- | ------ | ---------- |
| 1.  | Pascal Ackermann     | BOH    | 4h 19' 57" |
| 2.  | Edvald Boasson Hagen | DDD    | + 0"       |
| 3.  | Daryl Impey          | MTS    | + 0"       |
|     |                      |        |            |
| 83. | Tomasz Marczyński    | LTS    | + 1' 05"   |
| 89. | Michał Kwiatkowski   | SKY    | + 0"       |

| #   | Zawodnik           | Zespół | Czas       |
| --- | ------------------ | ------ | ---------- |
| 1.  | Daryl Impey        | MTS    | 8h 51' 46" |
| 2.  | Michał Kwiatkowski | SKY    | + 2"       |
| 3.  | Gianni Moscon      | SKY    | + 5"       |
|     |                    |        |            |
| 76. | Tomasz Marczyński  | LTS    | + 4' 16"   |

### Etap 3 - 06.06: Pont-de-Vaux - Louhans-Châteaurenaud, 35 km
| #  | Zespół          | Zespół          | Czas    |
| -- | --------------- | --------------- | ------- |
| 1. | Team Sky        | Team Sky        | 36' 33" |
| 2. | BMC Racing Team | BMC Racing Team | + 37"   |
| 3. | Lotto Soudal    | Lotto Soudal    | + 52"   |

| #   | Zawodnik             | Zespół | Czas       |
| --- | -------------------- | ------ | ---------- |
| 1.  | Michał Kwiatkowski   | SKY    | 9h 28' 21" |
| 2.  | Gianni Moscon        | SKY    | + 3"       |
| 3.  | Jonathan Castroviejo | SKY    | + 9"       |
|     |                      |        |            |
| 68. | Tomasz Marczyński    | LTS    | + 5' 06"   |

### Etap 4 - 07.06: Chazey-sur-Ain - Lans-en-Vercors, 181 km
| #   | Zawodnik           | Zespół | Czas       |
| --- | ------------------ | ------ | ---------- |
| 1.  | Julian Alaphilippe | QST    | 4h 26' 58" |
| 2.  | Daniel Martin      | UAE    | + 0"       |
| 3.  | Geraint Thomas     | SKY    | + 0"       |
|     |                    |        |            |
| 19. | Michał Kwiatkowski | SKY    | + 17"      |
| 54. | Tomasz Marczyński  | LTS    | + 7' 14"   |

| #   | Zawodnik           | Zespół | Czas        |
| --- | ------------------ | ------ | ----------- |
| 1.  | Gianni Moscon      | SKY    | 13h 55' 30" |
| 2.  | Michał Kwiatkowski | SKY    | + 6"        |
| 3.  | Geraint Thomas     | SKY    | + 6"        |
|     |                    |        |             |
| 54. | Tomasz Marczyński  | LTS    | + 12' 09"   |

### Etap 5 - 08.06: Grenoble - Valmorel, 130 km
| #   | Zawodnik           | Zespół | Czas       |
| --- | ------------------ | ------ | ---------- |
| 1.  | Daniel Martin      | UAE    | 3h 21' 19" |
| 2.  | Geraint Thomas     | SKY    | + 4"       |
| 3.  | Adam Yates         | MTS    | + 15"      |
|     |                    |        |            |
| 22. | Michał Kwiatkowski | SKY    | + 1' 13"   |
| 91. | Tomasz Marczyński  | LTS    | + 15' 27"  |

| #   | Zawodnik           | Zespół | Czas        |
| --- | ------------------ | ------ | ----------- |
| 1.  | Geraint Thomas     | SKY    | 17h 16' 53" |
| 2.  | Damiano Caruso     | BMC    | + 1' 09"    |
| 3.  | Gianni Moscon      | SKY    | + 1' 09"    |
|     |                    |        |             |
| 5.  | Michał Kwiatkowski | SKY    | + 1' 15"    |
| 62. | Tomasz Marczyński  | LTS    | + 27' 32"   |

### Etap 6 - 09.06: Frontenex - La Rosière Espace San Bernardo, 110 km
| #   | Zawodnik           | Zespół | Czas       |
| --- | ------------------ | ------ | ---------- |
| 1.  | Pello Bilbao       | AST    | 3h 34' 11" |
| 2.  | Geraint Thomas     | SKY    | + 21"      |
| 3.  | Daniel Martin      | UAE    | + 23"      |
|     |                    |        |            |
| 68. | Tomasz Marczyński  | LTS    | + 22' 23"  |
| 92. | Michał Kwiatkowski | SKY    | + 31' 40"  |

| #   | Zawodnik           | Zespół | Czas        |
| --- | ------------------ | ------ | ----------- |
| 1.  | Geraint Thomas     | SKY    | 20h 51' 19" |
| 2.  | Adam Yates         | MTS    | + 1' 29"    |
| 3.  | Romain Bardet      | ALM    | + 2' 01"    |
|     |                    |        |             |
| 40. | Michał Kwiatkowski | SKY    | + 32' 40"   |
| 64. | Tomasz Marczyński  | LTS    | + 49' 40"   |

### Etap 7 - 10.06: Moûtiers - Saint-Gervais Mont Blanc, 136 km
| #   | Zawodnik           | Zespół | Czas       |
| --- | ------------------ | ------ | ---------- |
| 1.  | Adam Yates         | MTS    | 3h 51' 34" |
| 2.  | Daniel Navarro     | COF    | + 4"       |
| 3.  | Romain Bardet      | ALM    | + 9"       |
|     |                    |        |            |
| 43. | Tomasz Marczyński  | LTS    | + 10' 18"  |
| 55. | Michał Kwiatkowski | SKY    | + 18' 28"  |

| #   | Zawodnik           | Zespół | Czas        |
| --- | ------------------ | ------ | ----------- |
| 1.  | Geraint Thomas     | SKY    | 24h 43' 12" |
| 2.  | Adam Yates         | MTS    | + 1' 00"    |
| 3.  | Romain Bardet      | ALM    | + 1' 47"    |
|     |                    |        |             |
| 49. | Michał Kwiatkowski | SKY    | + 50' 49"   |
| 57. | Tomasz Marczyński  | LTS    | + 59' 39"   |

## Liderzy klasyfikacji po etapach
| Etap                 | Zwycięzca            | Klasyfikacja generalna | Klasyfikacja górska | Klasyfikacja punktowa · | Klasyfikacja młodzieżowa · | Klasyfikacja drużynowa · |
| -------------------- | -------------------- | ---------------------- | ------------------- | ----------------------- | -------------------------- | ------------------------ |
| P                    | Michał Kwiatkowski   | Michał Kwiatkowski     | -                   | Michał Kwiatkowski      | Gianni Moscon              | Team Sky                 |
| 1                    | Daryl Impey          | Michał Kwiatkowski     | Brice Feillu        | Michał Kwiatkowski      | Gianni Moscon              | Team Sky                 |
| 2                    | Pascal Ackermann     | Daryl Impey            | Brice Feillu        | Daryl Impey             | Gianni Moscon              | Team Sky                 |
| 3                    | Team Sky             | Michał Kwiatkowski     | Brice Feillu        | Daryl Impey             | Gianni Moscon              | Team Sky                 |
| 4                    | Julian Alaphilippe   | Gianni Moscon          | Dario Cataldo       | Daryl Impey             | Gianni Moscon              | Team Sky                 |
| 5                    | Daniel Martin        | Geraint Thomas         | Dario Cataldo       | Daryl Impey             | Gianni Moscon              | Team Sky                 |
| 6                    | Pello Bilbao         | Geraint Thomas         | Dario Cataldo       | Daryl Impey             | Marc Soler                 | Team Sky                 |
| 7                    | Adam Yates           | Geraint Thomas         | Dario Cataldo       | Daryl Impey             | Pierre Latour              | Team Sky                 |
| Klasyfikacja końcowa | Klasyfikacja końcowa | Geraint Thomas         | Dario Cataldo       | Daryl Impey             | Pierre Latour              | Team Sky                 |

## Klasyfikacje końcowe

### Klasyfikacja generalna
| M-ce | Zawodnik           | Zespół                    | Czas        |
| ---- | ------------------ | ------------------------- | ----------- |
| 1.   | Geraint Thomas     | Team Sky                  | 24h 43' 12" |
| 2.   | Adam Yates         | Mitchelton-Scott          | + 1' 00"    |
| 3.   | Romain Bardet      | Ag2r-La Mondiale          | + 1' 47"    |
| 4.   | Daniel Martin      | UAE Team Emirates         | + 2' 35"    |
| 5.   | Damiano Caruso     | BMC Racing Team           | + 2' 44"    |
| 6.   | Emanuel Buchmann   | Bora-Hansgrohe            | + 3' 05"    |
| 7.   | Pierre Latour      | Ag2r-La Mondiale          | + 4' 05"    |
| 8.   | Pierre Roland      | EF Education First–Drapac | + 4' 22"    |
| 9.   | Daniel Navarro     | Cofidis                   | + 4' 31"    |
| 10.  | Ilnur Zakarin      | Team Katusha-Alpecin      | + 4' 45"    |
|      |                    |                           |             |
| 49.  | Michał Kwiatkowski | Team Sky                  | + 50' 49"   |
| 57.  | Tomasz Marczyński  | Lotto Soudal              | + 59' 39"   |

| M-ce | Zawodnik           | Zespół            | Punkty |
| ---- | ------------------ | ----------------- | ------ |
| 1.   | Daryl Impey        | Mitchelton-Scott  | 45     |
| 2.   | Daniel Martin      | UAE Team Emirates | 42     |
| 3.   | Geraint Thomas     | Team Sky          | 40     |
| 4.   | Julian Alaphilippe | Quick-Step Floors | 37     |
| 5.   | Adam Yates         | Mitchelton-Scott  | 36     |
|      |                    |                   |        |
| 6.   | Michał Kwiatkowski | Team Sky          | 31     |

| M-ce | Zawodnik       | Zespół            | Punkty |
| ---- | -------------- | ----------------- | ------ |
| 1.   | Dario Cataldo  | Astana Pro Team   | 53     |
| 2.   | Pello Bilbao   | Astana Pro Team   | 37     |
| 3.   | Daniel Navarro | Cofidis           | 28     |
| 4.   | Geraint Thomas | Team Sky          | 26     |
| 5.   | Daniel Martin  | UAE Team Emirates | 25     |

| M-ce | Zawodnik           | Zespół              | Czas        |
| ---- | ------------------ | ------------------- | ----------- |
| 1.   | Pierre Latour      | Ag2r-La Mondiale    | 24h 47' 17" |
| 2.   | Antwan Tolhoek     | Team LottoNL-Jumbo  | + 1' 16"    |
| 3.   | Guillaume Martin   | Wanty-Groupe Gobert | + 1' 49"    |
| 4.   | Tao Geoghegan Hart | Team Sky            | + 3' 00"    |
| 5.   | Tiesj Benoot       | Lotto Soudal        | + 4' 29"    |

| M-ce | Zespół               | Czas        |
| ---- | -------------------- | ----------- |
| 1.   | Team Sky             | 73h 17' 36" |
| 2.   | UAE Team Emirates    | + 7' 18"    |
| 3.   | Ag2r-La Mondiale     | + 10' 50"   |
| 4.   | Cofidis              | + 18' 39"   |
| 5.   | Team Katusha-Alpecin | + 37' 11"   |